# Gualtiero Zanetti
Gualtiero Zanetti (Bologna, 15 febbraio 1922 – Milano, 8 gennaio 1987) è stato un giornalista italiano.

## Biografia
Il padre Giuseppe Zanetti, grande sportivo, era stato presidente del Comitato Regionale Emiliano della FIGC dal 1922 al 1925 e in seguito braccio destro di Leandro Arpinati, che lo volle quale segretario del Direttorio Federale dal 1926 al 1933.
Laureato all'Università di Bologna in Economia e Commercio, nel 1947 Gualtiero entrò alla Gazzetta dello Sport come corrispondente. Iniziò una carriera che gli consentì di arrivare alla vetta della redazione del quotidiano. Dal 10 aprile 1960 affiancò Giuseppe Ambrosini come condirettore della "rosea". Il 19 giugno 1961 assunse la carica di direttore responsabile, mantenendola fino al 1973. Dal 1974 scrisse sul neonato Giornale. Collaborò con l'Intrepido e la Domenica Sportiva.
Con Gianni Brera negli anni settanta fu esponente della cosiddetta "scuola lombarda" o "blocco nordico", che nel giornalismo sportivo propugnava un calcio di matrice difensivista, in opposizione al gruppo del centro-sud, i cui leader, Antonio Ghirelli e Gino Palumbo, sostenevano un gioco più votato all'attacco.